# Wetar
Die tropische Insel Wetar (indonesisch Pulau Wetar) ist die größte der Barat-Daya-Inseln (Südwestinseln, da sie sich südwestlich von Ambon befinden). Mit ihnen gehört sie zu den Kleinen Sundainseln, politisch aber zur  indonesischen Provinz Maluku. Dort ist sie Teil des Regierungsbezirk (Kabupaten) Südwestmolukken und unterteilt sich in die Distrikte (Kecamatan) Wetar, Westwetar, Ostwetar und Nordwetar.

## Geographie

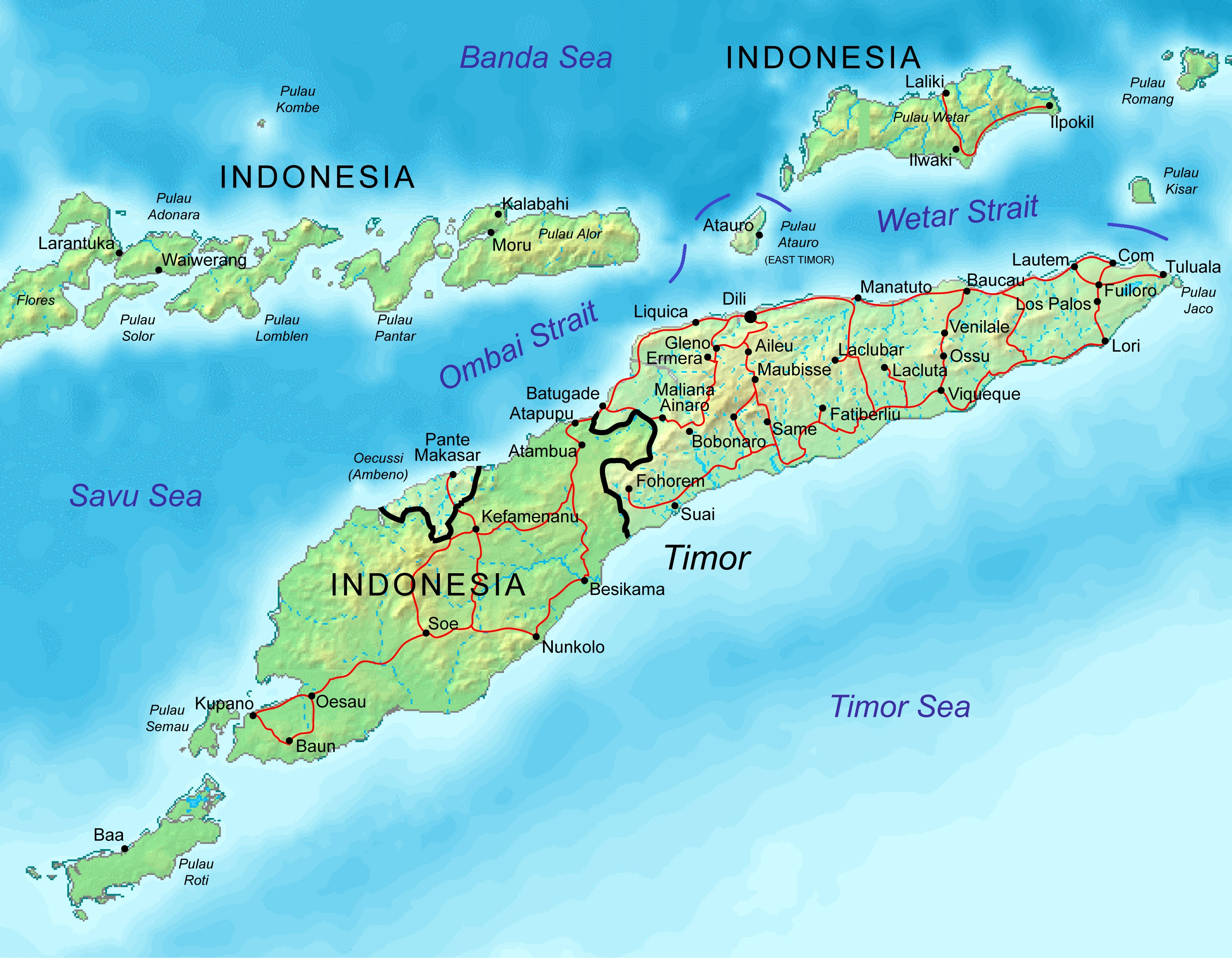
Wetar liegt nordöstlich von Timor

Südlich, jenseits der Straße von Wetar, liegt Osttimor (56 km entfernt). Westlich, auf der anderen Seite der Straße von Ombai, die Insel Alor. Nördlich die Bandasee und im Osten die weiteren Inseln der Kepulauan Barat Daya, Romang und Damar. Im Südwesten liegt die sehr kleine Insel Liran (Lirang) und weiter entfernt die osttimoresische Insel Atauro. Vor der Nordwestküste Wetars liegt die kleine Insel Reong.
Wetar ist 130 km lang (Ost-West-Richtung) und 45 km breit (Nord-Süd). Die Insel hat eine Fläche von 3.600 km². Sie ist umgeben von Korallenriffen, die sich zum Sporttauchen eignen. Der höchste Punkt der Insel liegt 1412 m über dem Meer. Das Inselinnere besteht aus zerklüfteten Bergen, die mit tropischen Regenwäldern bedeckt sind. Die wichtigsten Orte auf Wetar sind Lioppa im Nordwesten, Ilwaki im Süden, Wasiri im Norden, Masapun im Osten und Arwala im Nordosten. Straßen verbinden die Ortschaften miteinander.
Wetar ist zusammen mit den anderen Kepulauan Barat Daya und den Bandainseln Teil des vulkanischen Inselbogens. Wetar ist jedoch nicht allein vulkanischen Ursprungs, sondern besteht größtenteils aus ozeanischer Kruste, die durch seismische Aktivitäten an die Oberfläche gehoben wurde. Hier kollidieren die Australische Platte und die Eurasische Platte. Der Gunung Api Wetar, ein Vulkan mit 282 Meter Höhe, brach 1512 und 1699 aus.
Wetar hat dasselbe heiß-feuchte Klima wie Timor. Regen fällt fast nur in der Zeit des Monsuns. Daher verlieren viele Bäume des Waldes, der die Insel größtenteils bedeckt, ihre Blätter in der Trockenzeit. 

### Fauna
Zusammen mit seinen Nachbarinseln ist Wetar Teil der Region Wallacea, die die Grenze zwischen Asien und Australien bildet. Sie ist bekannt für ihre einzigartige Fauna und Wetar bildet da keine Ausnahme. Auf Wetar leben 162 Vogelarten, drei davon sind endemisch, vier gefährdet. Mehrere tragen den Namen der Insel, so die Wetar-Taube, der Wetar-Rotflügelsittich (Aprosmictus jonquillaceus wetterensis) und der Wetar-Irislori (Psitteuteles iris wetterensis). Auch bei uns bekannt ist der hier heimische Zebrafink. Zusammen mit Timor und einigen kleineren, vorgelagerten Inseln wurde Wetar zur Timor and Wetar Endemic Bird Area erklärt. Unter den Reptilien ist der Bindenwaran mit über zwei Metern Länge der auffälligste Vertreter auf der Insel.

## Einwohner
Die Encyclopædia Britannica bezeichnet die 7.209 Einwohner Wetars (2015) zwar als Papua, doch werden auf Wetar malayo-polynesische Sprachen gesprochen, die zum Timorzweig gehören. Am häufigsten ist Wetar (Wetaresisch), das man auch auf den Nachbarinseln Liran und Atauro spricht. Auf Wetar teilt sich diese Sprache in die Dialekte Aputai, Ili'uun, Perai, und Tugun. Der Dialekt Talur (Talo), der in den drei Dörfern Hiay, Ilwaki und Ilputih an der Südküste Wetars gesprochen wird, gehört zum Galoli, das sonst an der Nordküste Timors um die Stadt Manatuto herum gesprochen wird. Auswanderer von dort ließen sich auf Wetar nieder. Der Dialekt ihrer Nachkommen ist für Galoli aus Timor noch immer verständlich. Die Einwohner von Hiay sollen allerdings Nachkommen von Einwanderern aus Kisar sein, die auf Wetar den Talur-Dialekt übernahmen.
Die Angabe der Encyclopædia Britannica, dass die Wetaresen mehrheitlich Muslime seien, ist falsch. 2019 zählte man in den vier wetaresischen Distrikten 6859 Protestanten, 55 Katholiken und nur 295 Muslime.

## Geschichte
Wetar war Teil der Republik der Südmolukken.

## Wirtschaft
Die Bevölkerung betreibt vor allem Landwirtschaft für den Eigenbedarf. Angebaut wird vor allem Sago. Auch Fischfang wird betrieben. In Länder, in denen es noch erlaubt ist, wird Schildpatt exportiert. Wetar besitzt einige Goldminen, die aber schlecht verwaltet wurden und die Umwelt gefährden.